# جيفيرسون بيرنارديز
جيفيرسون بيرنارديز (بالإسبانية: Jefferson Bernárdez)‏ هو لاعب كرة قدم هندوراسي في مركز الهجوم، ولد في 27 مارس 1987 في لا سيبا في هندوراس. شارك مع منتخب هندوراس تحت 23 سنة لكرة القدم ومنتخب هندوراس لكرة القدم. أما مع النوادي، فقد لعب مع باريلاس وان.

## وصلات خارجية
- جيفيرسون بيرنارديز على موقع الاتحاد الدولي (مؤرشف)  (الإنجليزية)
- جيفيرسون بيرنارديز على موقع قاعدة بيانات كرة القدم.إي يو (الإنجليزية)
- جيفيرسون بيرنارديز على موقع أوليمبيديا (الإنجليزية)